# Église Saint-Georges et Saint-Barthélémy de Saint-Jeure-d'Andaure
L'église Saint-Georges et Saint Barthélémy est érigée dans la commune de Saint-Jeure-d'Andaure, département de l'Ardèche en région Auvergne-Rhône-Alpes. Son architecture de style néo-roman est l'œuvre du menuisier Chapuis qui a dessiné les plans. L'édifice est situé au cœur du village de Saint-Jeure-d’Andaure.
Elle est inscrite à l'Inventaire général du patrimoine culturel.

## Historique
Les documents cités dans la bibliographie de l'article permettent d'établir la chronologie suivante : 
- XVe siècle : Le bourg qui a donné naissance à l’actuel chef-lieu de commune est avec l’ensemble des paroisses vivaroises situées entre le Doux et l’Eyrieux rattaché au diocèse de Valence (Drôme). Il est une succursale de la paroisse de Labatie-d'Andaure. Son église relève des chanoines de Charay.
- 1562 - 1598 : Guerres de religion.
- 1789 : Révolution…
- 1793 : Fermeture de l’église au culte ?
- 1802 : Réouverture officielle au culte : l’église demeure paroissiale dans le cadre de la mise en place de l’organisation temporelle concordataire. Saint-Jeure-d’Andaure est alors rattaché au diocèse de Mende.
- 1822 : Saint-Jeure-d’Andaure est rattachée au diocèse de Viviers rétabli par la bulle pontificale Paternae caritatis.
- 1825 : Coulage d’une cloche.
- 1876 - 1880 : Mise en place de deux cloches.
- 1906 : Inventaire de l’église dans le cadre de la Loi de séparation des Églises et de l'État (5 mars). Le clocher à peigne apparaissant sur des cartes postales d'époque n’existe plus, les cloches sont remisées dans un hangar en planches.
- 1935 : 
  - Le conseil municipal autorise le curé de la paroisse M. Félix à entreprendre les travaux de restauration de l'église car considérée en mauvais état (avril).
  - Le bulletin commémoratif informe que "les démolitions de l'église sont terminées" et précise que "les ouvriers sont convoqués le 8 juillet", pour la reconstruction de l'édifice. La Croix de l'Ardèche indique que la veille, 7 juillet, a été bénite la première pierre par M. l'archiprêtre de Saint-Agrève et qu'un local provisoire tient lieu d'église (juillet).
  - Une kermesse paroissiale est annoncée pour le 18 août au profit de la reconstruction de l'église par La Croix de l'Ardèche (août).
  - Le rapport de l'ingénieur TPG, chargé des bâtiments civils constate que l'église a été "complètement démolie et rebâtie en partie sur l'ancien emplacement, suivant de nouvelles dispositions... Actuellement les murs de pourtour sont élevés sur une hauteur de 4 m environ...". Il précise que ces travaux ont été entrepris avec les seules ressources de la paroisse ; les archives départementales de l’Ardèche de la série O indiquent qu'ils ont été réalisés sans accord (4 septembre).
- 1936 : Bénédiction de l'église reconstruite par Pierre-Marie Durieux, évêque de Viviers (26 juillet).
- 1994 : Les paroisses catholiques de Devesset, La-Chapelle-sous-Rochepaule, Le Pouzat, Rochepaule, Saint-Agrève, Saint-Jeure-d'Andaure, Saint-Jean-Roure,  Saint-Jeure-d'Andaure et Saint-Romain-le-Désert forment l’« Ensemble Inter Paroissial de Saint-Agrève ».
- 1998 : Restauration complète.
- 2003 : Création de la paroisse « Saint-Agrève en Vivarais », par fusion des paroisses catholiques de l’« Ensemble Inter Paroissial de Saint-Agrève » (1er janvier) [2].

## Description générale

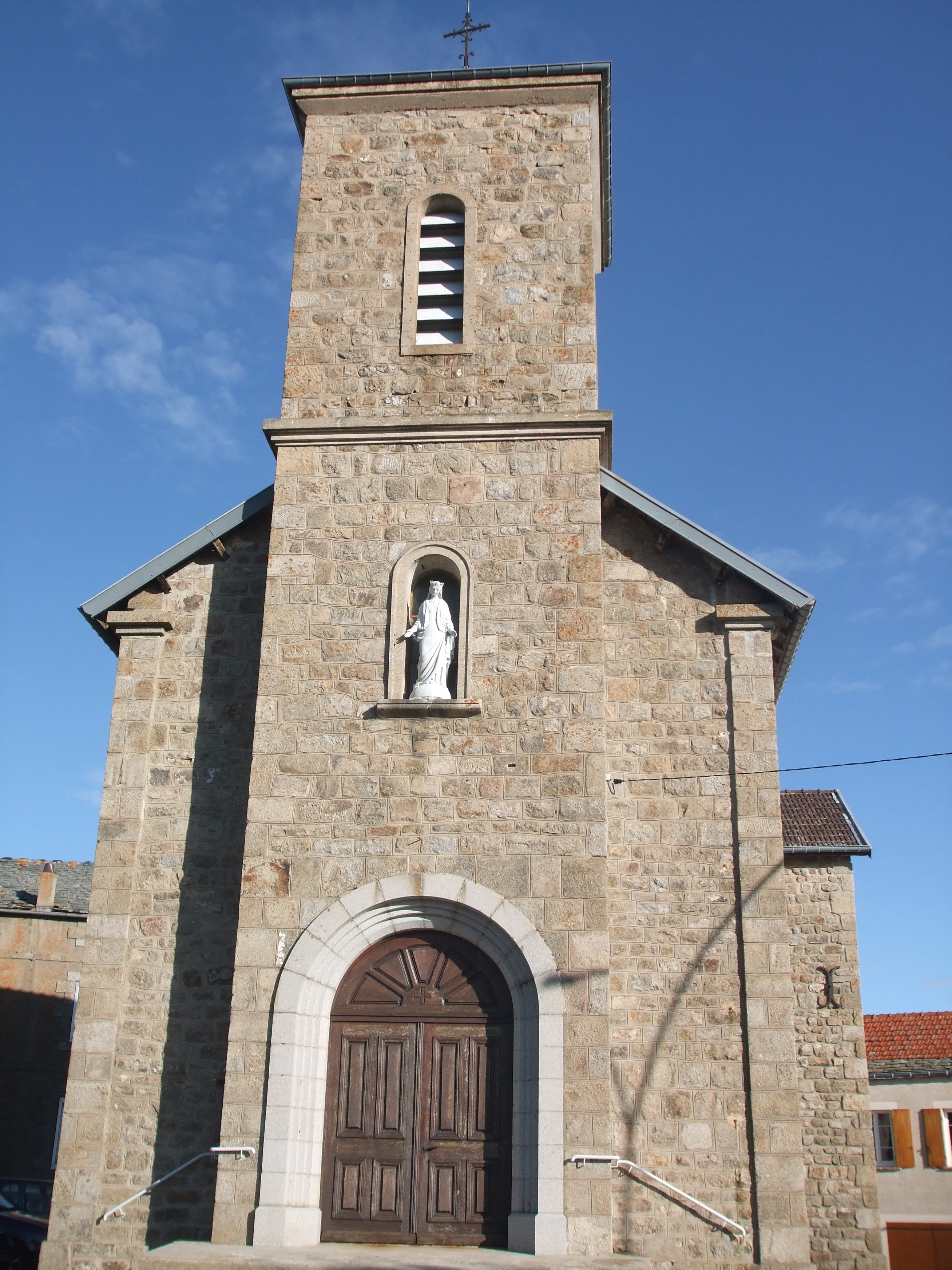
Église de Saint-Jeure-d'Andaure

L’édifice a une nef et suit le plan d’une croix latine. Son clocher est en façade. Les toitures sont couvertes de tuiles. Les murs sont en moellon de granite, l’encadrement de la porte principale et les chaînes d'angles en pierre de taille de granite. Les encadrements des baies sont en ciment. Le  chevet de l'église est à croupe polygonale, la nef et le transept à longs pans. 
Les pierres de granite bleu proviennent des carrières de la Haute-Loire et des ateliers Sarde d'Yssingeaux, la charpente des forêts de Saint-André-en-Vivarais, les tuiles de Beausemblant (Drôme). Elles sont dites type « Saint-Vallier ». 
L’église est voûtée en berceau de brique dans le chœur, la nef et le transept. Notons la présence d'un escalier charpenté en vis, à l'entrée gauche de la nef, conduisant au clocher.
La porte latérale gauche conserve un linteau, probablement celui de l'ancienne église, daté de 1817.

## Vocable
Saint Georges et Saint Barthélémy sont les patrons de cette église.

## Visite de l'édifice

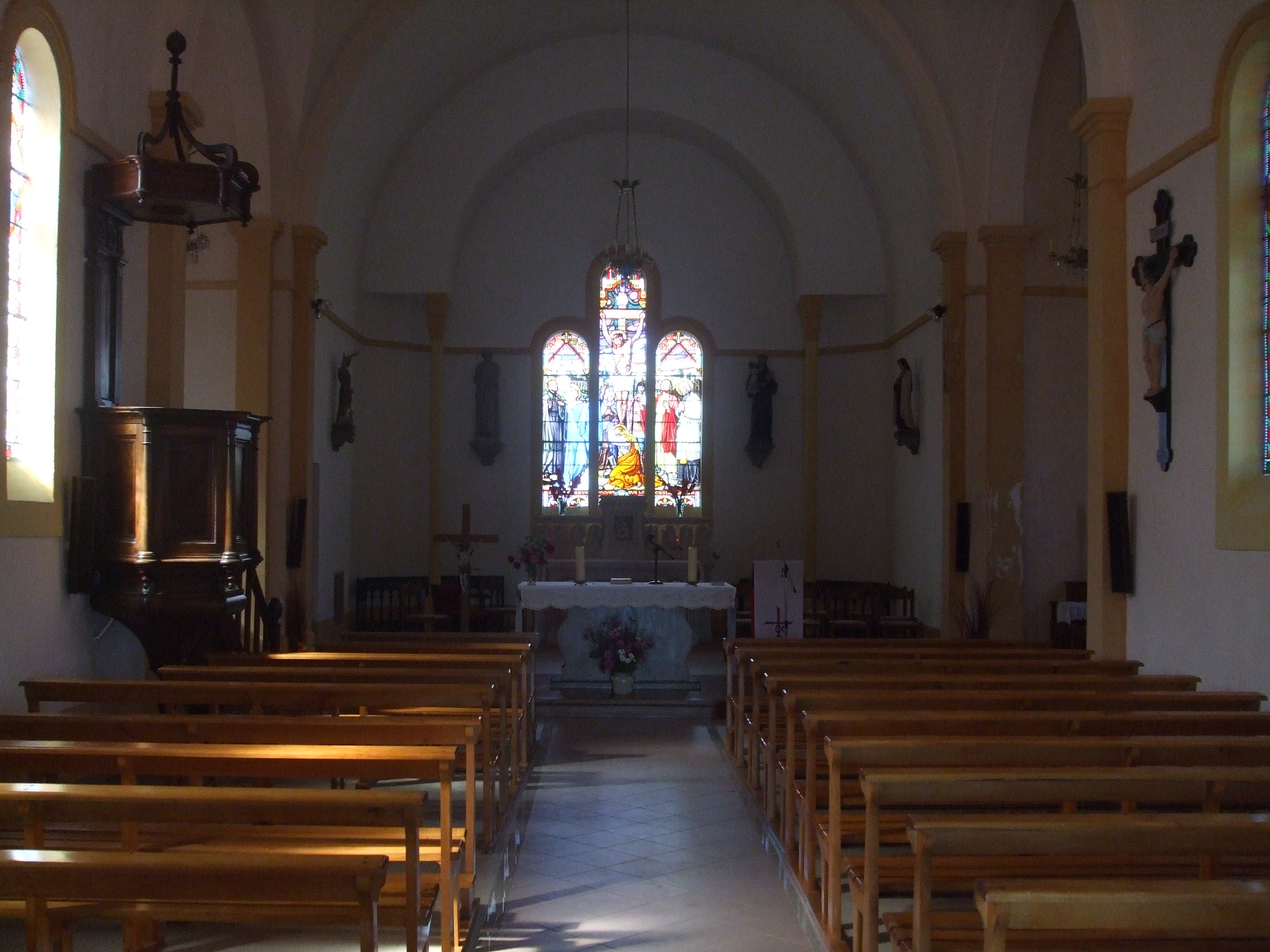
Église de Saint-Jeure-d'Andaure (intérieur)

### Le sanctuaire
Plusieurs éléments aux fonctions liturgiques précises : 
- le siège de présidence,
- la Croix du Christ,
- l’ambon,
- l’autel,
- le tabernacle,

permettent ici la célébration « face au peuple » selon la liturgie issue du Concile Vatican II.

### Vitraux
Les vitraux proviennent des ateliers Thomas de Valence : 
- « Jésus meurt sur la Croix » scène de la crucifixion, signée THOMAS / PEINTRE VERRIER / VALENCE / 1935.
- « La Nativité », scène insérée dans un décor de feuillages, fleurons et perles, DON D'ANTOINE JEANGRAND.
- « L'Ascension du Christ », scène insérée dans un décor de feuillages, fleurons et perles, DON D'AMBROISE CHAUDIER.
- « La Présentation de Jésus au temple », scène insérée dans un décor de feuillages, fleurons et perles.
- « Sainte Anne instruit Marie en présence de Joachim », scène insérée dans un décor de feuillages, fleurons et perles, DON DE JEAN ET DE MARIE VALLET.

Les autres verrières sont décoratives et comportent des motifs de feuillages, fleurons et rangs de perles uniquement. 

### Sculptures

#### Statues

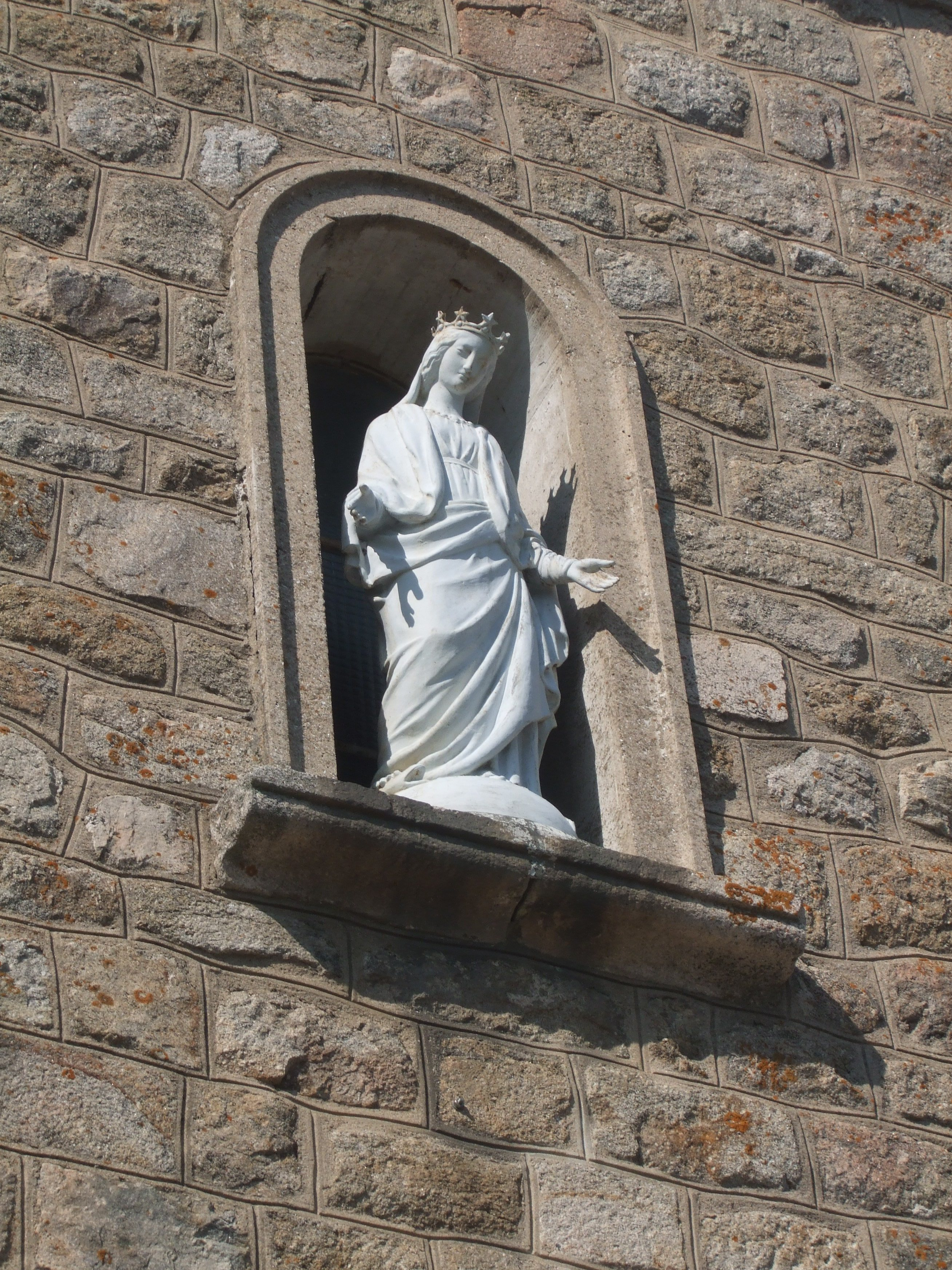
Vierge de l'église de Saint Jeure d'Andaure

Plusieurs statues décorent l'église : 
- sur la façade principale La Vierge,
- à l’intérieur : Saint Joseph et La Vierge.

L’Inventaire général du patrimoine culturel cite aussi :
- Sainte Jeanne d’arc,
- Saint-Jean Baptiste,
- Saint Antoine,
- Sainte Thérèse de Lisieux.

#### Autres éléments sculptés
- les confessionnaux.
- la chaire, œuvre présumée de Pierre Jullien. Elle est semblable à la chaire pastorale du temple du Chastagnier à Labatie-d'Andaure, réalisée de1842 à1843 par le menuisier Pierre Jullien de Saint-Agrève. Elle a été réalisée pour l'ancienne église, puis remontée dans la nouvelle église.
- le tableau commémoratif des morts de la guerre de 1914-1918.

### Cloches
Le clocher abrite trois cloches : 
- La plus ancienne signée : BARIOT A LYON 1825 ; transcription de la dédicace en trois lignes circulaires : MONSIEUR ETIENNE DELIDON CURE / MONSIEUR JOSEPH LARGERON MAIRE DE LA COMMUNE SAINT JEURE D'ANDAURE / MONSIEUR MATHIEU CHODIER SAINT BARTHELMI PATRON DE LA PAROISSE
- La cloche Françoise, transcription des inscriptions : (en bas) GUILLET FILS FONDEUR A LYON 1876, (sur le vase supérieur en 4 lignes) SIT NOMEN DOMINI BENEDICTUM / JE M'APPELLE FRANCOISE / PARRAIN : FRANCOIS REBOULET-MARRAINE : MARGUERITE BARD / CURE : DELHOME ST BARTHELEMY PATRON ;
- la cloche Zénaïde Andréa, transcription des inscriptions : (en bas) GUILLET FILS FONDEUR A LYON 1880, (sur le vase supérieur en 4 lignes) VOX TURTURIS AUDITA EST IN TERRE NOSTRA / JE M'APPELLE ZENAIDE ANDREA / PARRAIN ANDRE DELHOMME CURE DE SAINT JULIEN VOCANCE / MARRAINE ZENAIDE FAURE DE FREYCENET. CURE DELAVIS

## Chronologie des curés

### ? – 1994
Un curé, a la charge de la paroisse dont le territoire correspond approximativement à celui de la commune. Il n’est pas toujours résidant.

### 1994 – 2003
Une équipe presbytérale dont les membres sont « curés in solidum » (responsables solidairement) a la charge de l’ensemble de l’Ensemble Inter Paroissial.

### Depuis 2003
Avec la création de la paroisse Saint-Agrève-en-Vivarais succédant à l’Ensemble Inter paroissial une Équipe d’Animation Pastorale (E.A.P.) composée de laïcs en mission et de prêtres nommés « curés in solidum » a la charge de la paroisse nouvelle.